# Distrito de Anuppur
Anuppur (en hindi, अनूपपुर जिला ) es un distrito de la India situado en el estado de Madhya Pradesh. Según el censo de 2011, tiene una población de 749 237 habitantes.
Comprende una superficie de 3746.71 km².
El centro administrativo es la ciudad de Anuppur.

## Demografía
Según el censo de 2011 tiene una población total de 749 237 habitantes, de los cuales 370 123 son mujeres y 379 114 son hombres.